# Мідленд (Арканзас)
Мідленд (англ. Midland) — місто (англ. town) в США, в окрузі Себастьян штату Арканзас. Населення — 227 осіб (2020).

## Географія
Мідленд розташований на висоті 166 метрів над рівнем моря за координатами 35°5′36″ пн. ш. 94°21′8″ зх. д. / 35.09333° пн. ш. 94.35222° зх. д. (35.093233, -94.352350).  За даними Бюро перепису населення США в 2010 році місто мало площу 0,98 км², з яких 0,89 км² — суходіл та 0,08 км² — водойми. В 2017 році площа становила 0,91 км², з яких 0,90 км² — суходіл та 0,01 км² — водойми.

## Демографія
Згідно з переписом 2010 року, у місті мешкало 325 осіб у 120 домогосподарствах у складі 82 родин. Густота населення становила 332 особи/км².  Було 140 помешкань (143/км²). 
Расовий склад населення:
| - 94,2 % — білих - 0,9 % — корінних американців - 0,9 % — азіатів - 0,3 % — вихідців з тихоокеанських островів - 0,3 % — чорних або афроамериканців |

До двох чи більше рас належало 3,4 %. Іспаномовні складали 4,9 % від усіх жителів.
За віковим діапазоном населення розподілялося таким чином: 29,8 % — особи молодші 18 років, 53,6 % — особи у віці 18—64 років, 16,6 % — особи у віці 65 років та старші. Медіана віку мешканця становила 35,3 року. На 100 осіб жіночої статі у місті припадало 104,4 чоловіків;  на 100 жінок у віці від 18 років та старших — 107,3 чоловіків також старших 18 років.
За межею бідності перебувало 61,7 % осіб, у тому числі 90,0 % дітей у віці до 18 років та 29,0 % осіб у віці 65 років та старших.
Цивільне працевлаштоване населення становило 67 осіб. Основні галузі зайнятості: будівництво — 25,4 %, освіта, охорона здоров'я та соціальна допомога — 23,9 %, виробництво — 16,4 %.
За даними перепису населення 2000 року в Мідленді проживало 253 особи, 72 родини, налічувалося 96 домашніх господарств і 113 житлових будинків. Середня густота населення становила близько 281,1 людину на один квадратний кілометр. Расовий склад Мідленда за даними перепису розподілився таким чином: 96,44 % білих, 0,4 % — чорних або афроамериканців, 1,19 % — корінних американців, 1,98 % — представників змішаних рас.
Іспаномовні склали 1,98 % від усіх жителів містечка.
З 96 домашніх господарств в 38,5 % — виховували дітей віком до 18 років, 63,5 % представляли собою подружні пари, які спільно проживали, в 9,4 % сімей жінки проживали без чоловіків, 24 % не мали сімей. 20,8 % від загального числа сімей на момент перепису жили самостійно, при цьому 14,6 % склали самотні літні люди у віці 65 років та старше. Середній розмір домашнього господарства склав 2,64 особи, а середній розмір родини — 3,08 особи.
Населення містечка за віковим діапазоном за даними перепису 2000 року розподілилося таким чином: 28,1 % — жителі молодше 18 років, 9,9 % — між 18 і 24 роками, 25,3 % — від 25 до 44 років, 21,3 % — від 45 до 64 років і 15,4 % — у віці 65 років та старше. Середній вік мешканця склав 35 років. На кожні 100 жінок в Мідленді припадало 102,4 чоловіків, у віці від 18 років та старше — 93,6 чоловіків також старше 18 років.
Середній дохід на одне домашнє господарство в містечкі склав 25 313 доларів США, а середній дохід на одну сім'ю — 28 500 доларів. При цьому чоловіки мали середній дохід в 24 688 доларів США на рік проти 19 500 доларів середньорічного доходу у жінок. Дохід на душу населення в містечкі склав 13 552 долари на рік. 13,2 % від усього числа сімей в окрузі і 14,1 % від усієї чисельності населення перебувало на момент перепису населення за межею бідності, при цьому з них 9,5 % були молодші 18 років і 16,2 % — у віці 65 років та старше.